# Exit English
Exit English is het tweede studioalbum van de Amerikaanse punkband Strike Anywhere. Het werd uitgegeven op 30 september 2003 door Jade Tree Records en is het tweede en laatste studioalbum dat de band via dit label heeft laten uitgeven.

## Nummers
1. "We Amplify" - 1:04
2. "Blaze" - 2:02
3. "Infrared" - 3:28
4. "To the World" - 3:22
5. "New Architects" - 2:34
6. "Lights Go Out" - 2:28
7. "Fifth Estate" - 1:19
8. "Modern Life" - 2:55
9. "Aluminum Union" - 2:45
10. "Extinguish" - 2:47
11. "In the Fingernails" - 2:29
12. "'Til Days Shall Be No More" - 4:34

## Band
- Thomas Barnett - zang
- Matt Smith - gitaar
- Matt Sherwood - gitaar
- Garth Petrie- basgitaar
- Eric Kane - drums